# Charles Émile Picard

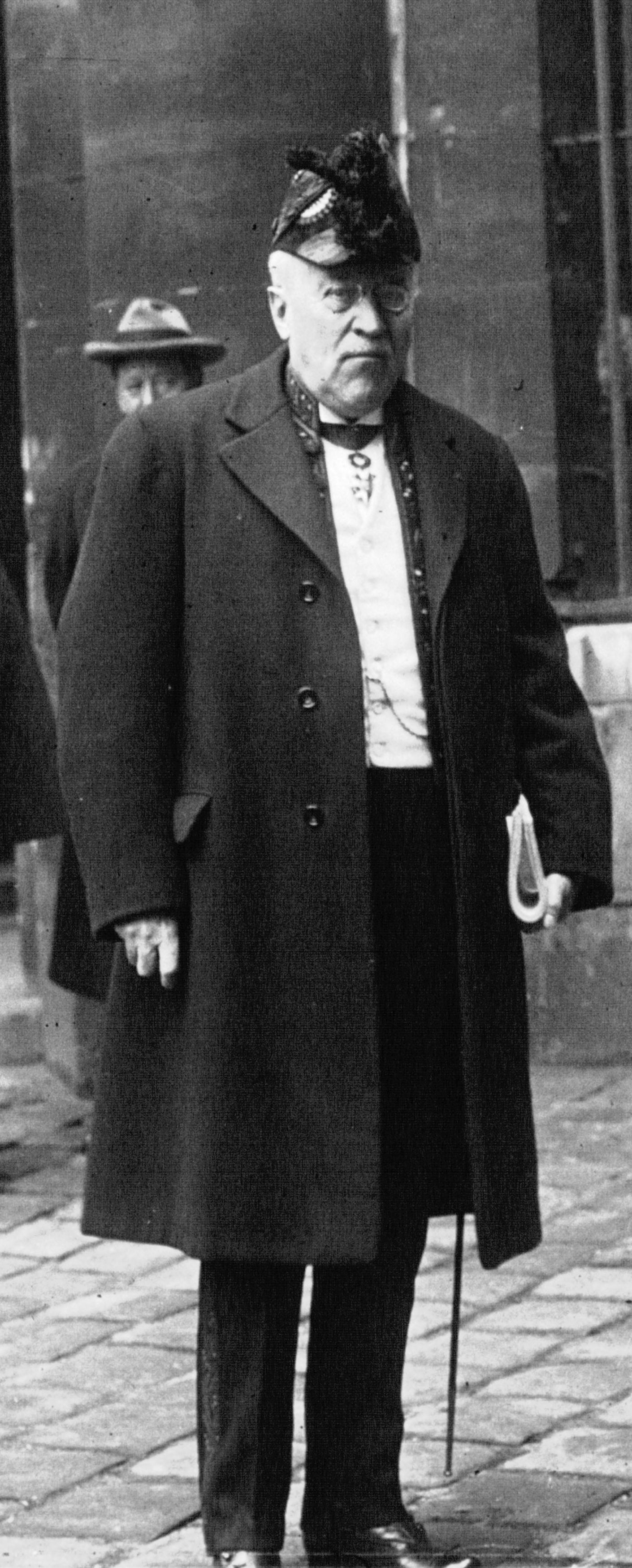
Picard in 1926

Charles Émile Picard (Parijs, 24 juli 1856 - aldaar, 12 december 1941) was een wiskundige uit Frankrijk. Picards wiskundige artikelen, boeken en verscheidene populairwetenschappelijke geschriften laten zien dat Picard in veel verschillende onderwerpen in de wetenschap was geïnteresseerd, maar ook dat hij goed thuis was in de wiskunde van zijn tijd.
Moderne leerlingen van de complexe functietheorie kennen waarschijnlijk de volgende naar hem genoemde stellingen:
- de stelling van Picard en
- de stelling van Picard-Lindelöf.

De stelling van Picard is verdeeld in een kleine en een grote stelling van Picard.
Picard werd in 1924 uitgenodigd om lid te worden van de Académie française.

## Websites
- MacTutor. Charles Émile Picard.